# Cmentarz żołnierzy radzieckich w Glinnie
Cmentarz żołnierzy radzieckich w Glinnie – cmentarz wojenny żołnierzy Armii Czerwonej, zlokalizowany we wsi olęderskiej Glinno, w pobliżu północnej granicy Nowego Tomyśla. Położony na łagodnym stoku wydmy, zbudowany w latach 1948-1952.

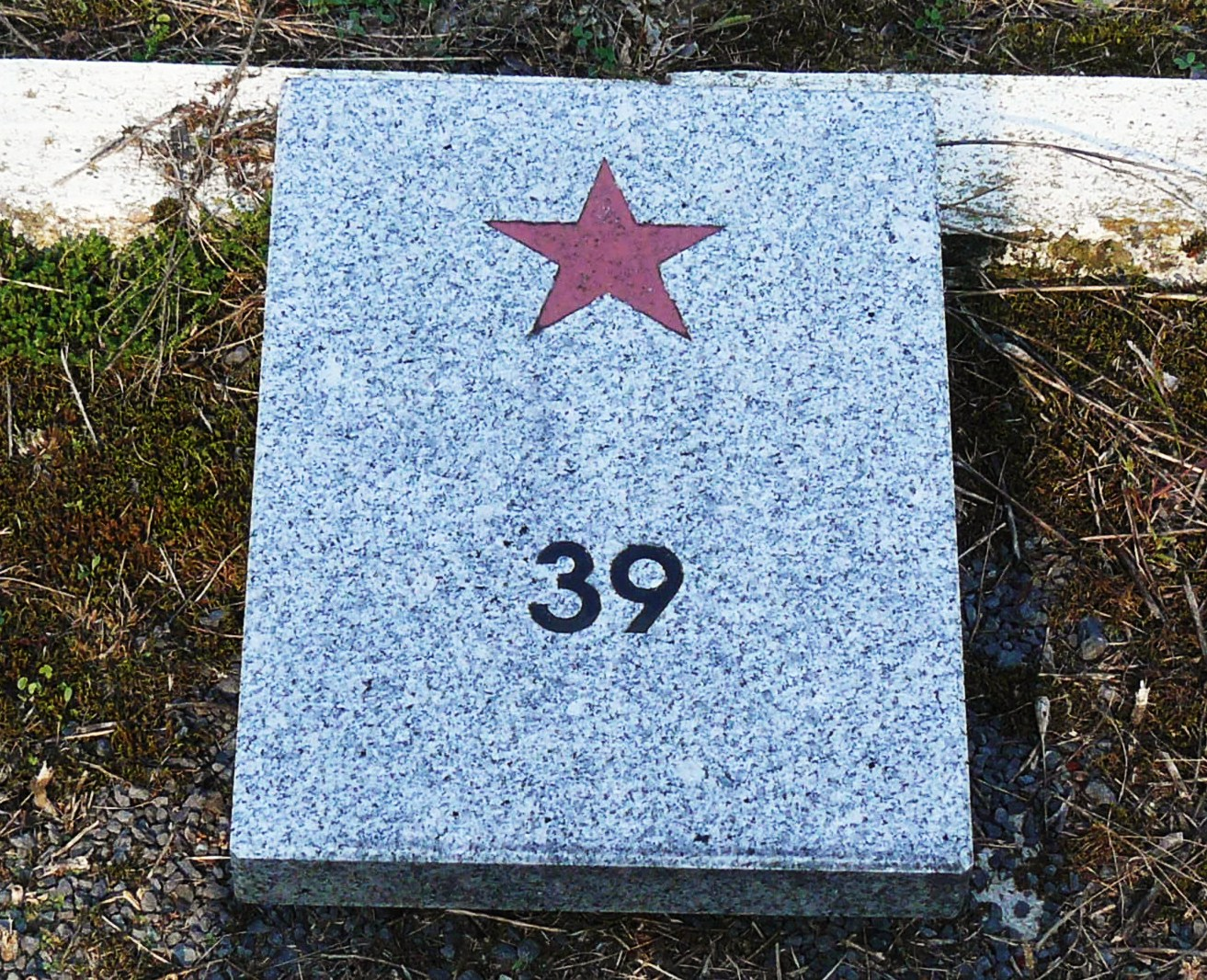
Detal

Na cmentarzu, w 64 mogiłach zbiorowych, spoczywają szczątki 819 żołnierzy radzieckich poległych podczas II wojny światowej na terenie ziemi nowotomyskiej i wolsztyńskiej (1945). Nad nekropolią góruje pomnik żołnierza Armii Czerwonej w płaszczu i z pepeszą, depczącego swastykę. Na cokole pomnika wyryto napis: Bohaterom radzieckim społeczeństwo powiatu nowotomyskiego (1954). Autorem dzieła był Jan Bakalarczyk. Najstarszy stopniem oficer pochowany na tym cmentarzu to podpułkownik gwardii Antonin Fiodorowicz Rużyna (kwatera nr 20). Zginął on podczas starć pomiędzy Wąsowem i Kuślinem. Od strony drogi wojewódzkiej nr 305 nekropolia odgrodzona została kamiennym murem. Wejście stanowi metalowa brama. Główna aleja wyłożona jest kostką brukową.